# Província de Bayan-Ölgii
Bayan-Ölgii o Olgiy, Ulgii, (en mongol Баян-Өлгий, que siginifica regió del bressol ric), és l'aimag situat més a l'oest de Mongòlia. Aquest aimag o provincia es va establir l'any 1940. La seva capital és la ciutat d'Ölgii.

## Geografia
L'aimag ocupa una superfície de 45.704.89 km². Té 93.000 habitants (2009). Fa frontera amb Rússia i Xina, i Kazakhstan està a només 40 km. Dins Mongòlia limita amb les províncies d'Uvs al nord i la de Khovd al sud-est.

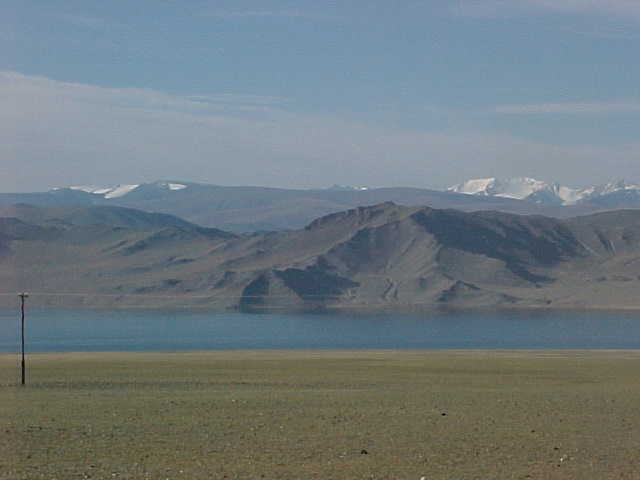
Llac Tolbo

Bayan-Ölgii és l'aimag més muntanyenc de Mongòlia. La major part de la província es troba dins la part que pertany a Mongòlia de les muntanyes Altai. Un 10% del territori provincial està cobert per boscos compostos principalment per làrix siberià (Larix sibirica).
Les Cinc Muntanyes Santes (Tavan Bogd Uul) del massís Tavan Bogd marquen la cantonada entre els tres estats veïns. El Pic Khüiten (Pic Fred o Nairamdal), també anomenat en xinès: Pic de l'Amistat Youyi Feng) és el punt més alt de Mongòlia amb 4.374 m d'altitud. El massís també inclou diverses glaceres com la Potanin que fa 19 km. Només és accessible per part d'escaladors experimentats acompanyats amb guies locals.
Hi neix el riu Khovd que és el més llarg de la depressió dels Grans Llacs de l'oest de Mongòlia. Va a parar al llac Khar-Us Nuur a l'aimag de Khovd, El llac Tolbo Nuur és un gran llac salí que es troba a 2.080 m d'altitud i a uns 50 km de la capital provincial

## Població
La majoria dels seus habitant són de l'ètnia kazakh (88,7%). També hi viuen de uriankhais de l'Altai (7,2%), dörvöd (1,5%), khalkha, tuva i khoshuud. Gran part parlen l'idioma kazakh com a llengua materna i el mongol l'aprenen a l'escola.
Després de l'arribada de la democràcia a Mongòlia, molts dels habitants de la província es traslladaren al, Kazakhstan, la població de la província Bayan-Ölgii per aquest motiu va disminuir en unes 30. 000 persones entre 1991 i 1993. Tanmateix una gran part acabà tornant a Mongòlia.

## Cultura
Els khazakhs són de cultura islàmica, hi ha mesquites i madrases (escoles islàmiques). Hi és tradicional la cacera mitjançant àguiles ensinistrades.

## Transport
Compta amb un aeroport a Ölgii (ULG/ZMUL) amb la pista sense pavimentar. Té vols regulars a Ulan Bator i d'irregulars a Almati al Kazakhstan.
Una carretera connecta la província amb Rússia i comença a la ciutat de Tsagaannuur.
La frontera amb Xina només està oberta a l'estiu durant un curt període.

## Parcs nacionals
Parc Nacional Altai Tavan Bogd de 6.362 km² al sud de la muntanya més alta del país. Inclou els llacs Khoton, Khurgan, i Dayan. Té característiques de flora i fauna alpines.
També hi ha l'àrea protegida de Khökh Serkhiin Nuruu (659 km²) i el Parc Nacional Siilkhemiin Nuruu  (1,428 km²) també de caràcter alpí.
La Reserva Natural Develiin Aral (103 km²).
El Parc Nacional Tsambagarav Lul inclou 1.115 km² de terra al voltant de glaceres i dona protecció a la pantera de les neus i altres animals.

## Subdivisions administratives

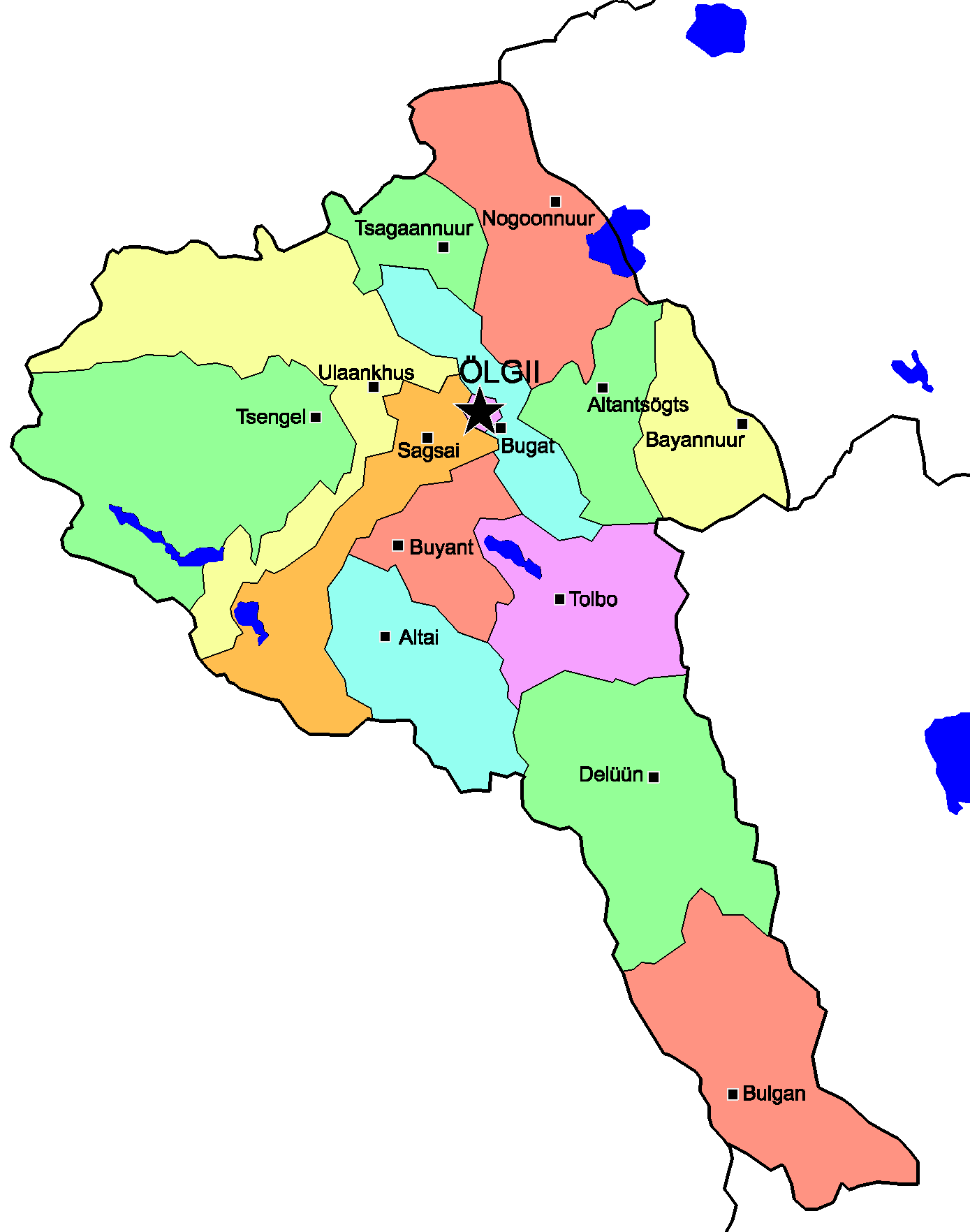
Sums de Bayan-Ölgii

Les províncies de Mongòlia se subdivideixen administrativament en districtes o “sums”.